# 四海波静太夫
四海波 静太夫（しかいなみ せいだゆう、1836年4月16日（天保7年3月1日） - 1883年（明治16年）11月1日）は、伊勢国員弁郡（現在の三重県いなべ市員弁町大泉）出身で境川部屋、宮城野部屋、再度境川部屋に所属した力士。本名は水谷 清八。2代鏡山。身長体重不明。最高位は東前頭2枚目。

## 経歴
1859年11月境川部屋に入門し、故郷の大泉を四股名にしたが、伊勢ノ濱大五郎に改名。期待をされて盛岡藩の抱えになった。1871年4月、34歳で入幕。宮城野部屋に転籍して荒馬大五郎に改める（宮城野の婿になった為）。その後巡業中の女性問題から破門、同時に離縁され、四海波に改名して古巣に復帰。幕内上位を保っていたが三役昇進はならず、1879年6月限りで引退し鏡山を襲名。没後の1893年、地元大泉の有志によって石碑が建てられた。

## 成績
- 幕内在位：17場所
- 幕内成績：47勝59敗47休15分2預
- 通算在位：40場所
- 通算成績：69勝79敗47休22分2預（二段目10枚目まで。これより下位も含めた正確な通算成績は不詳。）

### 場所別成績
| 1859年 | x                     | 東序ノ口22枚目 –      |
| 1860年 | 東序ノ口筆頭 –        | 東序二段21枚目 –      |
| 1861年 | 西三段目39枚目 –      | 西三段目32枚目 –      |
| 1862年 | 西三段目33枚目 –      | 西三段目17枚目 –      |
| 1863年 | 西三段目7枚目 –       | 東幕下52枚目 –        |
| 1864年 | 東幕下43枚目 –        | 東幕下32枚目 –        |
| 1865年 | 東幕下23枚目 –        | 東幕下17枚目 –        |
| 1866年 | 東幕下15枚目 –        | 東幕下13枚目 –        |
| 1867年 | 東幕下11枚目 –        | 東幕下9枚目 0–0       |
| 1868年 （明治元年） | 東幕下10枚目 2–2 1分  | 東幕下5枚目 1–7 1分   |
| 1869年 （明治2年） | 東幕下7枚目 3–4 1分   | 西幕下3枚目 4–3 2分   |
| 1870年 （明治3年） | 西幕下筆頭 5–3 1分    | 西幕下筆頭 7–1 1分    |
| 1871年 （明治4年） | 西前頭5枚目 3–3–4     | 西前頭5枚目 3–5–1 1分 |
| 1872年 （明治5年） | 東前頭3枚目 4–2–3 1分 | 東前頭3枚目 1–4–5     |
| 1873年 （明治6年） | 東前頭3枚目 3–3–1 3分 | 東前頭3枚目 4–3–1 2分 |
| 1874年 （明治7年） | 東前頭2枚目 4–5–1     | 東前頭2枚目 3–5–2     |
| 各欄の数字は、「勝ち-負け-休場」を示す。 優勝 引退 休場 十両 幕下 三賞：敢=敢闘賞、殊=殊勲賞、技=技能賞 その他：★=金星 番付階級：幕内 - 十両 - 幕下 - 三段目 - 序二段 - 序ノ口 幕内序列：横綱 - 大関 - 関脇 - 小結 - 前頭（「#数字」は各位内の序列） |                       |                       |

| 1875年 （明治8年） | x                        | 東前頭2枚目 4–5–1        |
| 1876年 （明治9年） | 東前頭2枚目 5–1–2 2分    | 東前頭3枚目 3–3–2 1分1預 |
| 1877年 （明治10年） | 東前頭3枚目 0–0–10       | 東前頭4枚目 2–5–2 1分    |
| 1878年 （明治11年） | 東前頭3枚目 3–3–2 2分    | 東前頭3枚目 2–4–4        |
| 1879年 （明治12年） | 東前頭6枚目 3–3–1 2分1預 | 東前頭4枚目 引退 0–5–5   |
| 各欄の数字は、「勝ち-負け-休場」を示す。 優勝 引退 休場 十両 幕下 三賞：敢=敢闘賞、殊=殊勲賞、技=技能賞 その他：★=金星 番付階級：幕内 - 十両 - 幕下 - 三段目 - 序二段 - 序ノ口 幕内序列：横綱 - 大関 - 関脇 - 小結 - 前頭（「#数字」は各位内の序列） |                          |                          |

- 当時は十両の地位が存在せず、幕内のすぐ下が幕下であった。番付表の上から二段目であるため、現代ではこの当時の幕下は、十両創設後現代までの十両・幕下と区別して二段目とも呼ぶ。
- 二段目11枚目以下の地位は小島貞二コレクションの番付実物画像による。またその地位に関しては、当時の星取・勝敗数等に関する記録が相撲レファレンス等のデータベースに登録されておらず、特に下位の記録は現存していない可能性もあるため、勝敗数等は省略。

## 改名歴
- 大泉 - 1859年11月場所 - 1863年11月場所
- 伊勢ノ濱 萩右エ門 - 1864年1月場所 - 1869年4月場所（番付上は11月場所）
- 荒馬 大五郎 - 1869年11月場所 - 1872年4月場所
- 四海波 静太夫 - 1872年11月場所 - 1879年6月場所